# Arroyo de la Coronilla
El Arroyo de la Coronilla es un pequeño curso de agua uruguayo ubicado en el departamento de Rocha perteneciente a la cuenca hidrográfica de la laguna Merín.
Nace en la cuchilla de las Averías y desemboca en el río San Luis tras recorrer alrededor de 59 km.
Su principal afluente es el arroyo Sarandí de los Amarales.